# HMS Aurochs
Le HMS Aurochs (pennant number : P426) était un sous-marin britannique de classe Amphion de la Royal Navy. Il fut construit par Vickers-Armstrongs et lancé le 28 juillet 1945. Il tire son nom de l’aurochs (Bos primigenius), une espèce de bœuf sauvage eurasien, désormais éteint mais ancêtre du bétail domestique, qui est souvent représenté dans l’art rupestre et l’héraldique. Son insigne représentait la tête de ce bovidé.

## Conception
Comme tous les sous-marins de classe Amphion, le HMS Aurochs avait un déplacement de 1 360 tonnes à la surface et de 1 590 tonnes lorsqu’il était immergé. Il avait une longueur totale de 89,46 m, un maître-bau de 6,81 m et un tirant d'eau de 5,51 m. Le sous-marin était propulsé par deux moteurs diesel à huit cylindres Admiralty ML développant chacun une puissance de 2 150 ch (1 600 kW). Il possédait également quatre moteurs électriques, produisant chacun 625 ch (466 kW) qui entraînaient deux arbres d'hélice. Il pouvait transporter un maximum de 219 tonnes de gazole, mais il transportait habituellement entre 159 et 165 tonnes.
Le sous-marin avait une vitesse maximale de 18,5 nœuds (34,3 km/h) en surface et de 8 nœuds (15 km/h) en immersion. Lorsqu’il était immergé, il pouvait faire route à 3 nœuds (5,6 km/h) sur 90 milles marins (170 km) ou à 8 nœuds (15 km/h) sur 16 milles marins (30 km). Lorsqu’il était en surface, il pouvait parcourir 15200 milles marins (28 200 km) à 10 nœuds (19 km/h) ou 10500 milles marins (19 400 km) à 11 nœuds (20 km/h). Le HMS Aurochs était équipé de dix tubes lance-torpilles de 21 pouces (533 mm), d’un canon naval QF de 4 pouces Mk XXIII, d’un canon de 20 mm Oerlikon et d’une mitrailleuse Vickers de .303 British. Ses tubes lance-torpilles étaient montés à la proue et la poupe, et il pouvait transporter vingt torpilles. Son effectif était de soixante et un membres d’équipage.

## Engagements
Le HMS Aurochs a participé en 1953 à la Revue de la flotte pour célébrer le couronnement de la reine Élisabeth II.
Le 17 mai 1958, le HMS Aurochs patrouillait dans la mer des Moluques au large de l’Indonésie lorsqu’un avion non identifié (il est demeuré à haute altitude) l’a mitraillé. Le Aurochs n’a subi aucune perte humaine ni aucun dommage. Le gouvernement indonésien du président Soekarno a déclaré au gouvernement du Royaume-Uni (alors conservateur) que cette attaque n’avait pas été menée par ses forces armées. Le Bureau des Affaires étrangères et du Commonwealth britannique a déclaré qu’il acceptait cette déclaration et supposait que l’attaque avait été menée par les rebelles des Célèbes du Nord. Il est vrai que les rebelles permesta dans le nord de Sulawesi étaient soutenus par une « force aérienne révolutionnaire », l’AUREV (Angkatan Udara Revolusioner). Cependant, tous les avions, munitions et pilotes d’AUREV ont été fournis par l’armée de l’air de la Chine nationaliste ou la CIA. Deux pilotes de la CIA, William H. Beale et Allen Lawrence Pope utilisaient des Douglas B-26 Invader pour attaquer des cibles indonésiennes et étrangères dans la région depuis avril 1958. Le 17 mai, Beale avait quitté l’opération, mais Pope continua à effectuer des sorties jusqu’au lendemain de l’attaque du Aurochs, le 18 mai, lorsqu’il tenta d’attaquer un convoi de la marine indonésienne, mais il fut abattu et capturé.
En dehors du HMS Affray qui avait été perdu dans un accident en 1951, le Aurochs fut le seul navire de sa classe à ne pas être modernisé. En mars 1961, le sous-marin faisait partie des navires qui ont participé à un exercice naval combiné avec la Marine des États-Unis au large de la Nouvelle-Écosse.
Le Aurochs a été désarmé en 1966 et il est arrivé à Troon en février 1967 pour être démantelé.